# Bodleianova knjižnica
Bodleianova knjižnica (/bɒdliən, bɒdliːən/) je glavna raziskovalna knjižnica Univerze v Oxfordu in ena najstarejših knjižnic v Evropi. Z več kot 12 milijoni predmetov je druga največja knjižnica v Veliki Britaniji za Britansko knjižnico. V skladu z Zakonom o obveznem izvodu iz leta 2003 je ena izmed šestih knjižnic, ki hrani izvod vsakega dela, objavljenega v Združenem kraljestvu. Po irskem zakonu ima pravico zahtevati tudi en izvod vsake knjige, objavljene v Republiki Irski.  Oxfordčani jo poznajo kot "Bodley" ali "Bod". Je predvsem strokovna priročna knjižnica, in dokumenti se ne smejo odnesti iz čitalnice.
Leta 2000 so bile številne knjižnice univerze združene zaradi upravljanja pod prvotnim imenom Oxford University Library Services (OULS), od leta 2010 kot Bodleian Libraries, a je knjižnica Bodleian največja.
Vsi kolidži Univerze v Oxfordu imajo svoje knjižnice, številne so tudi starejše kot knjižnica Bodleian in so v celoti neodvisne od nje. So pa združene v OLIS (Oxford Libraries Information System). Velik del arhiva knjižnic je bil digitaliziran in je od leta 2015 dostopen na spletu. 

## Lokacija
Bodleianova knjižnica zavzema skupino petih zgradb v bližini ulice Broad: knjižnico Duka Humfreyja iz 15. stoletja, Schools Quadrangle iz 17. stoletja, Clarendon Building in Radcliffe Camera iz 18. stoletja ter Weston Library iz 21. stoletja z Bodleian Law Library nekaj sto metrov stran na cesti South Park. Od 19. stoletja so bila zgrajena številna podzemna skladišča, ima pa tudi več skladiščnih prostorov poleg tega.

### Vstop
Novi uporabniki knjižnice se morajo strinjati z uradno izjavo. Ta izjava je bila tradicionalno ustna prisega, zdaj pa je treba podpisati pismo. Slovesnost, na kateri bralci recitirajo izjavo, je še vedno mogoča za tiste, ki želijo, da jih sprejmejo; to je predvsem na začetku jesenskega semestra ("Michaelmas term"). Zunanji bralci (ki niso na univerzi) morajo še vedno  pred vpisom recitirati ustno izjavo. Sprejemni urad ima veliko zbirko prevodov izjave, ki omogoča tistim, ki ne govorijo angleško, da jo recitirajo v svojem. Angleško besedilo izjave se glasi:
Zavezujem se, da iz knjižnice ne bom odstranil, označil, uničil ali kakor koli poškodoval nobene knjige, dokumenta ali drugega predmeta, ki ji pripada ali je v njenem skrbništvu; v knjižnico ne bom prinašal ali prižgal nobenega ognja ali plamena, v njej ne bom kadil in obljubim, da bom spoštoval vsa pravila knjižnice.
To je prevod tradicionalne latinske prisege (izvirna različica ni prepovedovala kajenja tobaka, a knjižnice so bile neogrevane, ker so bili požari tako nevarni):
Do fidem me nullum librum vel instrumentum aliamve quam rem ad bibliothecam pertinentem, vel ibi custodiae causa depositam, aut e bibliotheca sublaturum esse, aut foedaturum deformaturum aliove quo modo laesurum; item neque ignem nec flammam in bibliothecam inlaturum vel in ea accensurum, neque fumo nicotiano aliove quovis ibi usurum; item promitto me omnes leges ad bibliothecam Bodleianam attinentes semper observaturum esse. [6]

## Zgodovina

### 14. in 15. stoletje
Bodleianova knjižnica v sedanji obliki ima stalno zgodovino od leta 1602, njene korenine pa segajo še dlje. Prvo namensko urejeno knjižnico v Oxfordu je v 14. stoletju ustanovil Thomas Cobham, škof iz Worcestera (rojen 1327). Majhna zbirka z verigo priklenjenih knjig je bila na severni strani univerze, v cerkvi svete Marije Device, na High Street.  Vztrajno se je povečevala. Ko je Humfrey, vojvoda Gloucestrski, (brat Henrika VI.), med letoma 1435 in 1437 podaril veliko zbirko rokopisov, je postal prostor premajhen in je bila potrebna večja stavba. Primeren prostor je bil dokončno zgrajen nad teološko šolo in končan leta 1488. Ta prostor je še vedno znan kot knjižnica vojvode Humfreyja. 

### Sir Thomas Bodley in ponovna ustanovitev univerzitetne knjižnice
Pozno v 16. stoletju je knjižnica nazadovala; pohištvo je bilo prodano in le tri od prvotnih knjig, ki so pripadale vojvodi Humfreyju, so ostale v zbirki. Šele leta 1598 se je knjižnica začela ponovno razvijati, ko je Thomas Bodley (nekdanji profesor iz kolidža Merton) pisal podkanclerju univerze in ponudil pomoč za razvoj knjižnice. Knjižnica vojvode Humfreyja je bila prenovljena in Bodley je podaril nekaj svojih knjig. Uradno je bila ponovno odprta 8. novembra 1602 pod imenom "Bodleianova knjižnica" (uradno Bodleyjeva knjižnica).
Zbirateljski interesi Bodleyja so bili različni; zgodovinar Ian Philip pravi, da je bil že junija 1603 poskus dobiti rokopise iz Turčije. Takrat je bila "pridobljena prva kitajska knjiga".  Leta 1610 je Bodley sklenil dogovor z družbo Stationers v Londonu, da bo izvod vsake knjige registriran pri njih v knjižnici. Bodleianova zbirka je rasla tako hitro, da je bila stavba med letoma 1610–1612 spet razširjena (znana kot Arts End) in še enkrat v letih 1634–1637. Ko je leta 1654 umrl John Selden, je knjižnici zapustil svojo obsežno zbirko knjig in rokopisov. Pozneje je poleg knjižnice vojvode Humfreyja nastala še enota "Selden End".

### Štirikotnik šolskih poslopij in stolp petih slogov
Ko je leta 1612 Bodley umrl, je bila načrtovana nadaljnja širitev knjižnice. Štirikotnik šolskih poslopij (včasih naveden tudi kot Old Schools Quadrangle ali Old Library) je bil zgrajen med letoma 1613 in 1619 z dodatkom treh kril za Proscholium in Ats End. Stolp je glavni vhod v knjižnico in je znan kot Stolp petih slogov (Tower of the Five Orders). Stolp je dobil tako ime, ker je okrašen s stebri petih slogov klasične arhitekture: toskanski, dorski, jonski, korintski in kompozitni.
Tri krila štirikotnika imajo tri nadstropja: sobe v pritličju in zgornjih nadstropjih štirikotnika (razen knjižnice vojvode Humfreyja nad teološko šolo) so prvotno uporabljali kot predavalnice in galerijo. V predavalnicah so še vedno označeni napisi nad vrati. Ko so se zbirke knjižnice razširile, so te prostore postopoma prevzeli, visokošolska predavanja in izpiti pa so se preselili v novoustanovljeno univerzitetno šolsko stavbo. Umetniška zbirka je bila prenesena v Ashmolov muzej. Ena od šol se zdaj uporablja za gostovanje razstave zakladov knjižnice, medtem ko se druge uporabljajo kot pisarne in sejne sobe za skrbnike knjižnice.

### Pozno 17. in 18. stoletje
Dogovor z družbo Stationers je pomenil, da je bila rast zalog stalna, poleg tega so dobili veliko knjig z zapuščinami in prevzemi drugih izvodov. Do ustanovitve Britanskega muzeja leta 1753 je bil Bodleian dejansko narodna knjižnica Anglije. Poleg nje imata knjižnica Cambriške univerze in Kraljeva knjižnica najobsežnejši knjižni zbirki v Angliji in Walesu.
Astronom Thomas Hornsby je leta 1769 opazoval prehod Venere s Stolpa petih slogov. 

### Radcliffe Camera
Ob koncu 18. stoletja je nadaljnja rast knjižnice zahtevala še več prostora. Leta 1860 je bilo knjižnici dovoljeno, da je prevzela sosednjo stavbo, znano kot Radcliffe Camera. Zasnovana je v neoklasicističnem slogu, zgrajena je bila med letoma 1737 in 1749 za notranjo znanstveno knjižnico. Gradnja in vzdrževanje knjižnice sta bila financirana iz zapuščine Johna Radcliffa, pomembnega zdravnika, ki je ob smrti leta 1714 zapustil 40.000 £. V skladu s pogoji iz njegove oporoke se je gradnja začela šele leta 1737. Zunanjost je bila končana leta 1747, notranjosti pa do leta 1748, čeprav je bilo odprtje knjižnice odloženo do 13. aprila 1749.
Leta 1861 so medicinske in znanstvene zbirke knjižnice prenesli v Radcliffe Science Library, ki je bila zgrajena bolj proti severu ob Univerzitetnem muzeju.

### Zgradba Clarendon
Zgradbo Clarendon je oblikoval Nicholas Hawksmoor in je bila zgrajena med letoma 1711 in 1715, sprva kot tiskarna Oxford University Press. Izpraznjena je bila na začetku 19. stoletja, ko jo je univerza namenila za upravne namene. Leta 1975 je bila izročena Bodleianovi knjižnici, ki zdaj zagotavlja pisarne in prostor za srečevanje starejših članov osebja. 

### 20. stoletje in potem
Leta 1911 je zakon o avtorskih pravicah (zdaj je nadomeščen z zakonom o obveznem izvodu, 2003) podaljšal dogovor, tako da je bila Bodleyjeva knjižnica ena od šestih (v tistem času) knjižnic v Združenem kraljestvu, ki je dobila obvezni izvod oziroma v kateri mora biti shranjen izvod vsake avtorsko zaščitene knjige.
Med letoma 1909 in 1912 je bilo zgrajeno podzemlje pod Radcliff Camero in Radcliffovim trgom. Leta 1914 se je skupno število knjig v zbirkah knjižnice povečalo čez 1 milijon. Do leta 1920 je knjižnica potrebovala nadaljnjo širitev prostora. Leta 1937 so se začela gradbena dela stavbe New Bodleian, nasproti stavbe Clarendon, na severovzhodnem vogalu Broad Street.
New Bodleian je zasnoval arhitekt Sir Giles Gilbert Scott. Gradnja je bila končana leta 1940. Stavba je bila inovativno oblikovana kot zigurat, s 60 % skladišča pod nivojem tal.  Predor pod Broad Street povezuje stare in nove stavbe knjižnice in ima pešpot, mehanski transporter knjig in sistem pnevmatske cevi Lamson, ki so ga uporabljali za naročilo knjig, dokler ni bil leta 2002 uveden elektronsko avtomatizirani sistem. Bralci so sistem s cevjo še naprej uporabljali, kadar so zahtevali dostavo rokopisov v knjižnico vojvode Humfreyja, julija 2009 pa je bil izklopljen. Leta 2010 je bilo napovedano, da bo treba tekoči trak, ki je bil v uporabi za prevoz knjig pod Broad Street vse od leta 1940, zapreti in razstaviti. New Bodleian so zaprli 29. julija 2011.

### Današnja in prihodnja knjižnica
Stavba New Bodleian je bila obnovljena za svojo prvotno fasado zaradi izboljšanega skladišča za redke in krhke materiale, pa tudi boljše možnosti za bralce in obiskovalce. Ponovno je bila odprta 21. marca 2015.  Marca 2010 se je skupina knjižnic, znanih pod imenom Oxford University Library Services, preimenovala v Bodleianove knjižnice, s čimer so članice dobile sijaj Bodleianove blagovne znamke. 

## Kopiranje in ohranjanje gradiva
V knjižnici veljajo stroga pravila za kopiranje gradiva. Do pred kratkim osebno fotokopiranje knjižničnega gradiva ni bilo dovoljeno, ker so se bali, da bi kopiranje in pretirano ravnanje povzročili škodo. Posamezniki zdaj lahko kopirajo gradivo, izdano po letu 1900, in osebje da dovoljenje za nekatere vrste gradiva med letoma 1801 in 1900. Prenosni skenerji in digitalni fotoaparati se lahko uporabljajo za večino publikacij po  letu 1900,  za starejše gradivo pa je za uporabo digitalnih fotoaparatov potrebno dovoljenje.  Knjižnica preskrbi digitalno skenirano gradivo za gradivo iz obdobja pred letom 1801. Mikrofilmske kopije so izdelane za najkrhkejše gradivo v zbirki knjižnice, po možnosti nadomeščajo izvirnike. Knjižnica ima tesne odnose z Digitalno knjižnico Oxford, ki digitalizira nekatera od mnogih redkih in nenavadnih primerkov iz zbirke univerze.

## Zakladi knjižnice
Zbirka rokopisov
- Ashmolovi rokopisi (tudi Ashmolova zbirka basni /Ashmole Bestiary/), ki jih je zbral Elias Ashmole
- Cartovi rokopisi, zbral jih je Thomas Carte, (1686–1754), angleški zgodovinar
- Douceovi rokopisi, donacija angleškega starinarja Francisa Doucea (1757–1834) leta 1834
- Laudovi rokopisi, donacija škofa Williama Lauda med letoma 1635 in 1640
- pisma pesnika  Percyja Byssha Shelleyja

Posamezni rokopisi
- Codex Bodley; pomemben piktografski rokopis in primer zgodovinopisja Mištekov. Ime je dobil po pogovornem imenu Bodleianove knjižnice, kjer je bil shranjen od 17. stoletja;
- Codex Ebnerianus; minuskula 105 (v številčenju Gregory-Aland), δ 257 (Hermann, Freiherr von Soden), je v grškem jeziku iluminiran rokopis Nove zaveze, čeprav manjka Razodetje;
- Codex Laudianus; označen z Ea ali 08 (v številčenju Gregory-Aland), α 1001 (Hermann, Freiherr von Soden), ki se imenuje Laudianus po nekdanjem lastniku, nadškofu Williamu Laudu. To je rokopis Nove zaveze, napisan v dvojezični latinsko-grški unciali, palaeografsko dodeljen v 6. stoletje. Vsebuje Dejanja apostolov;
- Codex Laud;  pomemben rokopis iz 16. stoletja, povezan z Williamom Laudom, angleškim nadškofom, ki je bil nekdanji lastnik tega starodavnega mehiškega kodeksa. Je iz skupine Borgia in je slikoven rokopis, sestavljen iz 24 listov (48 strani) iz osrednje Mehike pred špansko zasedbo. Očitno je nepopoln (del je izgubljen);
- Codex Mendoza; azteški kodeks, ki je nastal 14 let [1] po tem, ko so leta 1521 Španci osvojili Mehiko, da bi ga videl Karl V., sveti rimski cesar in kralj Španije. Vsebuje zgodovino azteških vladarjev in njihovih osvajanj, seznam dajatev, plačanih osvajalcem, ter opis vsakdanjega azteškega življenja v tradicionalni azteški slikovni pisavi s španskimi pojasnili in komentarjem;
- Codex Tischendorfianus III; grški uncialni rokopis evangelijev na pergamentu. Palaeografsko je bil datiran v 9. ali 10. stoletje;
- Codex Tischendorfianus IV.; grški uncialni rokopis evangelijev, palaeografsko datiran v 10. stoletje (morda celo 9. stoletje);
- Huntington MS 17; najstarejši rokopis celotnega besedila štirih evangelijev v koptskem jeziku;
- Magna Carta (štiri kopije);
- Pesem o Rolandu;
- Vernonov rokopis (Oxford, Bodleian Library, MS Eng. poet.a.1); najdaljši in najpomembnejši srednjeveški ohranjen rokopis, napisan v narečju, ki so ga govorili na zahodu osrednje Anglije.[17][18]

Posamezne tiskane knjige
- Gutenbergova Biblija, okoli 1455, ena od 21 ohranjenih celotnih kopij;
- Shakespearjev First folio, 1623; Shakespearjeva zbirka komedij, zgodovinskih gledaliških iger in tragedij je izšla leta 1623  kot zbirka dram. Sodobni znanstveniki jo imajo za prvo izdajo;
- Bay Psalm Book, 1640. Eden od 11 znanih ohranjenih izvodov prve knjige, tiskane v Severni Ameriki, in edini izvod zunaj Združenih držav Amerike.

## Bodleyjevi knjižničarji
Vodja Bodleianove knjižnice je znan kot "Bodleyjev knjižničar". Prvega knjižničarja, Thomasa Jamesa, je izbral sam Bodley leta 1599, univerza ga je potrdila na delovnem mestu leta 1602.  Bodley je želel, da je njegov knjižničar "nekdo, ki slaven in znan kot skrben študent in pri vseh pogovorih zanesljiv, dejaven in diskreten, z diplomo in lingvist, neobremenjen z zakonsko zvezo ter nima cerkvenega premoženja", [29] čeprav je James prepričal Bodleyja, naj mu dovoli poroko in je postal rektor cerkve svetega Aldata v Oxfordu.
V knjižnici je bilo 24 knjižničarjev, marljivost in delavnost sta bili različni. Thomas Lockey (1660–1665) ni bil primeren za to delovno mesto, John Hudson (1701–1719) je bil opisan kot "malomaren, če ne nesposoben" in John Price (1768–1813) je bil obtožen zaradi "rednega in stalnega zanemarjanja svojih obveznosti". Zadnja je bila knjižničarka Sarah Thomas (od 2007 do leta 2013), prva ženska na tem položaju in druga knjižničarka (po svojem predhodniku Reginaldu Carru)  direktorica Oxford University Library Services (zdaj Bodleianove knjižnice). Thomas, Američanka, je bila prva tuja knjižničarka, zaposlena v Bodleianu. Januarja 2014 jo je nasledil Richard Ovenden, ki je bil prej njen namestnik.

## Kultura
Romani
Knjižnica je bila uporabljena kot ozadje kulise v Gaudy night Dorothy L. Sayers, v Equinox Michaela Whita in je ena od knjižnic, ki jo   Christin Greenaway (ena od Bodleyjevih knjižničark) svetuje v romanu The Wench is Dead iz serije Inšpektor Morse Colina Dexterja. Razplet v Operation Pax (1951) Michaela Innesa je postavljen v namišljeno različico podzemnega skladišča, ki ga ponoči z drsenjem navzdol doseže 'Mendip cleft', padalo, skrito na Radcliffovem trgu.
J. R. R. Tolkien je v Oxfordu študiral filologijo in postal profesor. Zato je zelo dobro poznal Red book of Hergest, ki so jo hranili v Bodleianu za Jezusov kolidž. Tolkien je pozneje ustvaril svojo izmišljeno Red Book of Westmarch, ki pripoveduje zgodbo o Gospodarju prstanov. Veliko Tolkienovih rokopisov je zdaj v knjižnici.
Zgodovinarka in pisateljica Deborah Harkness je postavila začetek romana A Discovery of Witches (2011) v Bodleian, zlasti Selden End. Roman ima tudi enega od Ashmolovih rokopisov knjižnice (Ashmole 782) za osrednji del knjige.
Srednjeveški zgodovinar Dominic Selwood je napisal šifrirni triler The Sword of Moses (2013), ki se dogaja v knjižnici vojvode Humfreyja, roman temelji na knjižnični kopiji magičnega srednjeveškega hebrejskega rokopisa, znanega kot 'The Sword of Moses'.
Filmi
Fina arhitektura knjižnice je priljubljen kraj filmskih ustvarjalcev, ki predstavljajo Oxfordsko univerzo ali druge kraje. To lahko vidimo v odprti sceni v The Golden Compass, Brideshead Revisited (1981, TV-serija), Another Country (1984), The Madness of king George III. (1994) in prvih dveh filmih  Harryja Potterja, v katerih je Divinity School Bradavičarkino bolnišnično krilo in knjižnica vojvode Humfreyja knjižnica Bradavičarke.  V The New World (2005) je knjižnica predstavljena kot vhod v Royal Court angleške monarhije. Bodleian se pokaže tudi v Inspector Morse, v televizijski seriji Lewis v epizodi "And the Moonbeams Kiss the Sea", v kateri se umor zgodi v kleti. Prav tako se pokaže v epizodi "Fugue" v televizijski seriji Endeavour kot odgovor na anagram, ki ga pusti serijski morilec za mladega Morsa.
Navedek
Prvih nekaj besed latinske različice prisege bralca (Do fidem me nullum librum vel) je mogoče najti na jezikoslovčevem klobuku v miniseriji Gulliverjeva potovanja iz leta 1996.